# Lora del Río
Lora del Río ist eine Stadt und Gemeinde in der Provinz Sevilla, Spanien mit 18.189 Einwohnern (Stand: 2024).

## Geschichte
Die Untersuchung der Kriegerstele von Mirasiviene, die in den 1950er-Jahren entdeckt und möglicherweise in der späten Bronzezeit geschnitzt wurde, führte zur Entdeckung einer gleich alten, wahrscheinlich befestigten Siedlung auf einem etwa 800 Meter hohen Hügel in der Nähe von Lora del Río.

## Geographie

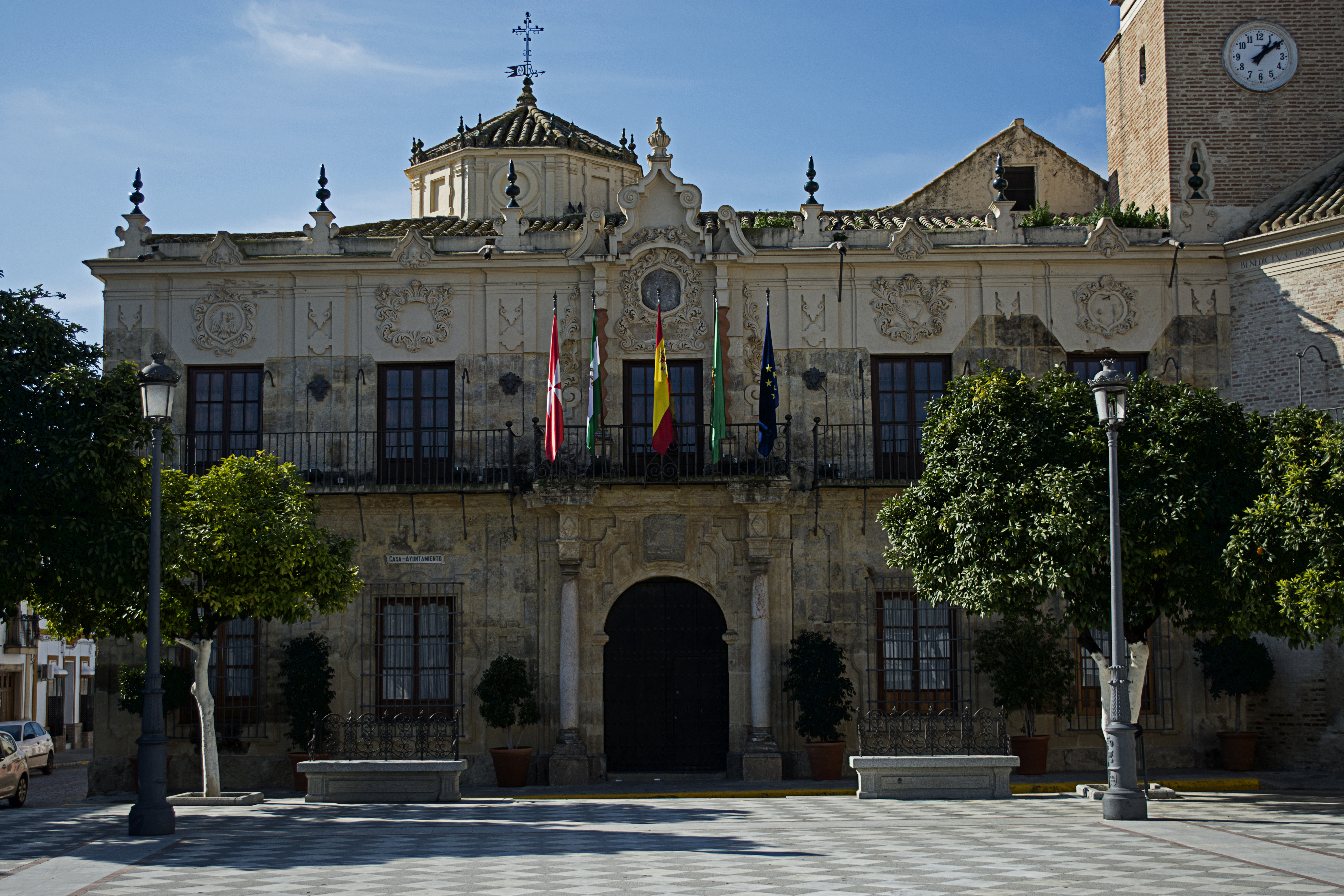
Rathaus

Das Gemeindegebiet von Lora del Río umfasst weitere 104 Gemeinden in der Provinz Sevilla. Es befindet sich im Guadalquivir-Tal, östlich der Stadt Sevilla, von der es etwa 57 Kilometer entfernt ist. Seine geographische Lage liegt zwischen 5º 23 '5' 'westlicher Länge sowie 37º 35' und 37º 46 'nördlicher Breite. Das Hauptbevölkerungszentrum, auf einer Höhe von etwa 38 Metern über den Meeresspiegel, liegt an der Mündung des Guadalquivir mit seinem Nebenfluss Churre Strom in einer fast zentralen Lage auf seinem Hoheitsgebiet.

## Söhne und Töchter der Stadt
- Juan de Cervantes (um 1380–1453), Kardinal
- Gracia Montes (1936–2022), Sängerin
- Kevin López (* 1990), Mittelstreckenläufer